# Irena (komiks)
Irena – francuska seria komiksowa autorstwa scenarzystów: Jeana-Davida Morvana i Séverine Tréfouël oraz rysownika Davida Evrarda. Ukazała się w pięciu tomach w latach 2017–2020 nakładem wydawnictwa Glénat. Po polsku opublikowało ją wydawnictwo Timof i cisi wspólnicy.

## Fabuła
Jest to fabularyzowana, biograficzna opowieść o Irenie Sendlerowej, polskiej pracownicy opieki społecznej i działaczce ruchu oporu, i jej zaangażowaniu w ocalanie żydowskich dzieci w getcie warszawskim w czasie niemieckiej okupacji Polski. Historia ta przeplata się ze scenami tortur, którym Irena została później poddana, i jej wyimaginowanymi rozmowami z nieżyjącym ojcem, w których kobieta zastanawia się, czy ojciec byłby z niej dumny.

## Tomy
| Tom | Tytuł i rok wydania polskiego | Tytuł i rok wydania oryginalnego |
| --- | ----------------------------- | -------------------------------- |
| 1   | Getto (2017)                  | Le Ghetto (2017)                 |
| 2   | Sprawiedliwi (2017)           | Les Justes (2017)                |
| 3   | Warszawa (2018)               | Varso-vie (2018)                 |
| 4   | Jestem z ciebie dumny (2019)  | Je suis fier de toi (2018)       |
| 5   | Życie po (2020)               | La vie d’après (2020)            |

## Wyróżnienia
W 2020 piąty tom Ireny został nominowany do nagrody za najlepszy komiks na 48. Międzynarodowym Festiwalu Komiksu w Angoulême. W 2021 amerykańska zbiorcza edycja drugiego i trzeciego tomu została nominowana do Nagrody Eisnera w kategorii "najlepsze amerykańskie wydanie międzynarodowego materiału".